# Luis Alvarez
Luis W. Alvarez (13/11/1911 - 1/9/1988) là một nhà vật lý thực nghiệm và nhà phát minh Hoa Kỳ. Ông được trao giải Nobel Vật lý năm 1968 cho "đóng góp vào Vật lý hạt cơ bản, tìm ra các trạng thái cộng hưởng góp phần phát triển kỹ thuật sử dụng buồng bọt hydrogen và phân tích dữ liệu".
Ông đã dành gần như tất cả trong sự nghiệp chuyên nghiệp của mình trên các giảng viên của Đại học California, Berkeley. Tạp chí vật lý Hoa Kỳ nhận xét, "Luis Alvarez (1911-1988) là một trong những nhà vật lý thực nghiệm có thu hoạch nhiều và rực rỡ nhất của thế kỷ hai mươi." Ông đã được trao giải Nobel Vật lý năm 1968, và đã có hơn 40 bằng sáng chế, một số trong đó đã dẫn đến sản phẩm thương mại.